# Мірабальєс (вулкан)
Міраба́льєс (ісп. Miravalles) — андезитний стратовулкан, розташований у Коста-Риці (країна в Центральній Америці), на кордоні провінцій Алахуела та Ґуанакасте. Кальдера вулкана була сформована в ході декількох великих вибухових вивержень між 1,5 і 0,6 млн років тому. У районі вулкана знаходиться велике геотермальне поле. Згідно з даними програми Global Volcanism Program, висота вулкана становить 2028 м, а останнє незначне виверження з індексом вулканічної експлозивності 1 відбулося 14 вересня 1946 року.